# Angeredsbron
Angeredsbron er en 47 meter høj og 930 meter lang bro udenfor Göteborg i Sverige. 
Broen går over E6, Göta älv, E45 og jernbanen mod Norge (Vänernbanen). Broen går mellem bydelene Hisings Kärra og Gårdsten i Göteborg. Angeredsbron blev indviet i 1978. Arbejdsnavnet var Agnesbergsbron,  men da den er en hovedforbindelse til bydelen Angered fik den i stedet sit nuværende navn.
57°47′59″N 12°00′49″Ø / 57.7996°N 12.0136°Ø